# Kryptopterus lumholtzi
Kryptopterus lumholtzi är en fiskart som beskrevs av Hialmar Rendahl 1922. Kryptopterus lumholtzi ingår i släktet Kryptopterus och familjen malfiskar. IUCN kategoriserar arten globalt som otillräckligt studerad. Inga underarter finns listade i Catalogue of Life.